# 田部田駅
田部田駅（たべたえき）は、かつて鹿児島県川辺郡川辺町（現・南九州市）にあった鹿児島交通知覧線の駅（廃駅）である。

## 歴史
- 1927年（昭和2年）6月1日：薩南中央鉄道開業と共に開業。
- 1943年（昭和18年）4月2日：薩南中央鉄道が南薩鉄道に吸収合併され、同社知覧線の駅となる。
- 1953年（昭和28年）6月25日：駅無人化。
- 1965年（昭和40年）11月15日：知覧線廃止に伴い廃駅。

## 駅構造
地上駅であった。かつては駅員の配置もあったが、1953年6月から無人駅となった。

## 隣の駅
鹿児島交通
知覧線
薩摩白川駅 - 田部田駅 - 薩摩川辺駅

## その他
- 当駅と同様に漢字でも仮名でも回文になる駅名として、「久麻久」（くまく）・「志布志」（しぶし）・「瀬戸瀬」（せとせ）の各駅が挙げられる。